# Drużba (przystanek kolejowy w obwodzie żytomierskim)
Drużba (ukr. Дружба) – przystanek kolejowy w miejscowości Zwiahel, w rejonie zwiahelskim, w obwodzie żytomierskim, na Ukrainie. Położony jest na linii Kalinkowicze – Szepetówka.